# استنشاق

الاستنشاق ھو عملیة تدفق الهواء من الرئتین وإليها لتسهيل التبادل الغازي مع الأحشاء الداخلیة، غالبًا بأخذ غاز الأكسجین وطرح ثاني أكسید الكربون. تحتاج جمیع  الكائنات الحیة إلى الأكسجین لتحریر الطاقة الكیمیائیة الموجودة في المادة الغذائیة بأكسدة جزیئاتها العضویة وتحریر ثاني أكسید الكربون بوصفه فضلات.
التنفس (التنفس الخارجي): یحمل الهواء إلى الرئتین فیحدث التبادل الغازي في الحویصلات الهوائیة بواسطة عملیة الانتشار، وبدوره ینقل الجهاز الدوري ھذه الغازات من خلایا الجسم وإليها لیحدث التنفس الخلوي فيها.
تتنفس جمیع الحیوانات الفقاریة التي تمتلك رئتین بواسطة آلیة الشهيق والزفیر، عبر نظام متفرع للغایة من أنابیب وممرات ھوائیة تمتد من الأنف إلى الحویصلات الهوائية.
يُعرف معدل التنفس الطبیعي بأنه عدد مرات التنفس خلال الدقیقة الواحدة، ويُعد من العلامات الحیویة المهمة في الظروف الطبیعیة، يُقاس عمق التنفس ومعدله تلقائيًا -لا إراديًا- بواسطة آلیات عدیدة للمراقبة والحفاظ على الضغوط الجزئیة لغازي الأكسجین وثاني أكسیدالكربون في الدم الشریاني ثابتًة.إن المحافظة على الضغط الجزئي لغاز ثاني أكسید الكربون في الدم الشریاني دون تغییر تبعًا لمجموعة متنوعة من الظروف الفسیولوجیة یرتبط ارتباطًا وثیقًا بالسیطرة المُحكمة لدالة الهيدروجين الحامضیة (درجة حموضة الدم) للسائل الخارج الخلیة.
یؤدي فرط التنفس (فرط التهوية) إلى انخفاض الضغط الشریاني الجزئي لغاز ثاني أكسید الكربون وارتفاع درجة حموضة الدم، في حین یؤدي نقص التنفس (نقص التهوية) إلى ارتفاع الضغط الشریاني الجزئي لغاز ثاني أكسید الكربون وخفض درجة الحموضة ما یسبب أعراضًا مزعجة.
للتنفس وظائف مهمة أخرى منها توفیر آلیة للمخاطبة والضحك وتعابیر مشابهة للعواطف. كما أنها تستخدم كردود أفعال مثل: التثاؤب والسعال والعطس. إن الحیوانات التي لا تستطیع تنظیم درجة حرارة أجسامها عن طریق العَرَق، لأنھا تفتقر إلى الغدد العرقیة الكافیة، تقوم بفقدان ھذه الحرارة بالتبخر من خلال اللهاث.

## التبادل الغازي
الغرض الأساسي من التنفس ھو إیصال الهواء إلى الحویصلات الهوائية، إذ یحدث التبادل الغازي في الدم. ثم تتوازن الضغوط الجزئیة للغازات بین الهواء والدم في الحویصلة الهوائية بواسطة الانتشار. بعد الزفیر سیبقى نحو 3، 2-5 لتر من الهواء في رئة الشخص البالغ، ما يُسمى السعة المتبقیة الوظیفیة (إف أر سي)وعند الشهيق نحو 350 ملیلتر من الهواء الجوي المنعش الدافئ والرطب يُسمح له بالاختلاط جیدًامع السعة المتبقیة الوظیفیة، ما یتبقى في الرئتین بعد عملیة الزفیر. على ھذا فإن السعة المتبقیة الوظیفیة لتكوین الغاز تتغیر تغیرًا قلیلًا جدًا خلال دورة التنفس. ما یعني أن الدم الرئوي ودم الشعیرات الدمویة یتوازن دائمًا مع ھذا الخلیط غیر المتغیر تقریبًا من الهواء في الرئتین -الذي له تركیبة مختلفة تمامًا عن الهواء الجوي المحیط، لا تتغیر الضغوط الجزئیة لغازات الدم الشریانیة أیضًا مع كل نفس. ولا تتعرض الأنسجة لتقلبات في ضغوط الأكسجین وثاني أكسید الكربون في الدم في أثناء دورة التنفس، وأن المستقبلات الكیمیائیة الطرفیة والمركزیة تقیس التغیر التدریجي لكمیة الغازات الذائبة في الدم، لذا فإن التحكم بتوازن معدل التنفس یعتمد ببساطة على الضغوط الجزئیة للأكسجین وثاني أكسید الكربون في الدم الشریاني، التي بدورھا تحافظ على ثبات درجة الحموضة في الدم.

## اضطرابات التنفس
تتضمن أنماط التنفس غیر الطبیعیة تنفس كوسماول وتنفس بیوت وتنفس تشاین-ستوكس.
وتوجد اضطرابات أخرى منھا عسر التنفس (ضیق التنفس)، والصریر، وانقطاع النفس، وانقطاع النفس النومي (انقطاع النفس الانسدادي النومي الأكثر شیوعًا)، والتنفس الفموي، والشخیر. ترتبط العدید من الحالات بالممرات الهوائية المسدودة. یشیر ضعف التنفس إلى التنفس الضحل المفرط. یشیر فرط التنفس إلى التنفس السریع والعمیق الناتج عن الحاجة إلى المزید من الأكسجین، بسبب التمرین مثلًا. یشیر مصطلحا نقص التهوية وفرط التنفس أیضًا إلى التنفس الضحل والتنفس السریع والعمیق على التوالي، لكن في ظروف غیر طبیعیة أو أمراض. ومع ذلك، فإن ھذا التمییز -مثل فرط التنفس وفرط التهوية- لا يُلتزم به دائمًا، فتُستخدم ھذه المصطلحات تكرارًا بالتبادل.
یمكن استخدام مجموعة من اختبارات التنفس لتشخیص الأمراض مثل: عدم تحمل النظام الغذائي. یستخدم مقیاس ریانومان تقنیة صوتیة لفحص تدفق الهواء عبر الممرات الأنفیة.